# Knut Filip Bonde
Knut Filip Bonde,  född 9 mars 1815 på Eriksberg i Stora Malms församling, Södermanlands län, död 17 oktober 1871 i Stockholm, var en svensk friherre och överstekammarjunkare.

## Biografi
Bonde trädde 1837 in på den militära banan, som han dock lämnade efter fyra års tjänstgöring. Därefter gjorde han vidsträckta resor och sysselsatte sig med studier i politik och statsekonomi. Han tillhörde ridderskapet och adeln vid ståndsriksdagarna 1844–1845, 1847–1848, 1850–1851, 1853–1854, 1856–1858, 1859–1860, 1862–1863 och 1865–1866.
1846 utnämndes han till överintendent vid hovet och 1852 till förste direktör vid Kungl. Maj:ts hovkapell och spektakler. Den senare befattningen innehade han till 1856, då han utnämndes till överstekammarjunkare. 1863 blev han ordförande i Svenska Slöjdföreningen, och 1870–1871 var han ledamot av riksdagens andra kammare för Södertörns domsaga samt medlem av konstitutionsutskottet.
Bonde var kommendör av Nordstjärneorden och ledamot av Kungliga Musikaliska Akademien i Stockholm. Han uppskattade musik och medverkade på många sätt till musikens främjande i Sverige.
Bonde finns representerad vid bland annat Nationalmuseum i Stockholm.
Knut Filip Bonde var bror till Carl Jedvard Bonde och gift med lady Helena Ester Florence Robinson (1817–1900), som efter deras son Carls död 1885 ärvde och framgångsrik skötte Fituna kalkbrott. Dottern Florence var gift med kammarherren Henning von Horn och mor till Hans, Carl och Brita von Horn.